# Liriomyza lutea
Liriomyza lutea är en tvåvingeart som först beskrevs av Johann Wilhelm Meigen 1830.  Liriomyza lutea ingår i släktet Liriomyza och familjen minerarflugor.
Artens utbredningsområde är Alaska. Arten är reproducerande i Sverige. Inga underarter finns listade i Catalogue of Life.